# Urawa Red Diamonds
Urawa Red Diamonds er en japansk fodboldklub fra Saitama, der spiller i J. League Division 1.

## Titler
Liga
- Japansk Liga
  - Vinder (5):1969, 1973, 1978, 1982, 2006
- Emperor's Cup
  - Vinder (6):1971, 1973, 1978, 1980, 2005, 2006
- Asiens Champions League
  - Vinder (1):2007

## Historiske slutplaceringer
| Sæson | Niveau | Liga      | Placering | Kilde | Notering |
| ----- | ------ | --------- | --------- | ----- | -------- |
| 2019  | 1.     | J1 League | 14.       | [ 2 ] |          |
| 2020  | 1.     | J1 League | 10.       | [ 3 ] |          |
| 2021  | 1.     | J1 League | 6.        | [ 4 ] |          |
| 2022  | 1.     | J1 League | 9.        | [ 5 ] |          |
| 2023  | 1.     | J1 League | 4.        | [ 6 ] |          |
| 2024  | 1.     | J1 League | 13.       | [ 7 ] |          |

## Spillere

### Nuværende trup
Pr. 11. januar 2017.
| Nr. | Land      | Position | Spiller           |
| --- | --------- | -------- | ----------------- |
| 1   | Japan     | MM       | Shusaku Nishikawa |
| 3   | Japan     | MI       | Tomoya Ugajin     |
| 4   | Japan     | FO       | Daisuke Nasu      |
| 5   | Japan     | FO       | Tomoaki Makino    |
| 6   | Japan     | FO       | Wataru Endo       |
| 7   | Japan     | MI       | Tsukasa Umesaki   |
| 8   | Brasilien | AN       | Rafael Silva      |
| 9   | Japan     | AN       | Yuki Muto         |
| 10  | Japan     | MI       | Yosuke Kashiwagi  |
| 13  | Japan     | AN       | Toshiyuki Takagi  |
| 14  | Japan     | MI       | Tadaaki Hirakawa  |
| 15  | Japan     | MI       | Kazuki Nagasawa   |
| 16  | Japan     | MI       | Takuya Aoki       |
| 17  | Japan     | FO       | Yu Tamura         |

| Nr. | Land      | Position | Spiller            |
| --- | --------- | -------- | ------------------ |
| 18  | Japan     | MI       | Yoshiaki Komai     |
| 19  | Japan     | AN       | Ado Onaiwu         |
| 20  | Japan     | AN       | Tadanari Lee       |
| 21  | Slovenien | AN       | Zlatan Ljubijankić |
| 22  | Japan     | MI       | Yuki Abe (anfører) |
| 23  | Japan     | MM       | Nao Iwadate        |
| 24  | Japan     | MI       | Takahiro Sekine    |
| 25  | Japan     | MM       | Tetsuya Enomoto    |
| 26  | Japan     | MI       | Ryotaro Ito        |
| 28  | Japan     | MM       | Haruki Fukushima   |
| 30  | Japan     | AN       | Shinzo Koroki      |
| 38  | Japan     | MI       | Daisuke Kikuchi    |
| 39  | Japan     | MI       | Shinya Yajima      |
| 46  | Japan     | FO       | Ryota Moriwaki     |

### Udlejede spillere
| Nr. | Land  | Position | Spiller                              |
| --- | ----- | -------- | ------------------------------------ |
|     | Japan | FO       | Takuya Okamoto (til Shonan Bellmare) |
|     | Japan | MI       | Naoki Yamada (til Shonan Bellmare)   |

| Nr. | Land  | Position | Spiller                             |
| --- | ----- | -------- | ----------------------------------- |
|     | Japan | MI       | Shota Saito (til Mito HollyHock)    |
|     | Japan | AN       | Naoki Ishihara (til Vegalta Sendai) |

### VM-spillere
De følgende fodboldspillere har repræsenteret Japan ved VM i fodbold mens de spillede for Urawa Red Diamonds:
VM 1998
- Masayuki Okano
- Shinji Ono

VM 2006
- Alex
- Shinji Ono
- Keisuke Tsuboi

VM 2010
- Yuki Abe

VM 2014
- Shusaku Nishikawa

### Kendte spillere
| JFF. - Masayuki Okano - Shinji Ono - Keisuke Tsuboi - Alex - Masahiro Fukuda - Yuichiro Nagai - Nobuhisa Yamada - Marcus Tulio Tanaka - Tatsuya Tanaka - Hajime Hosogai - Shinji Jojo - Yuichiro Nagai - Genki Haraguchi - Wataru Endo |  | AFC/CAF/OFC. - Matthew Spiranovic - Ned Zelić - Emerson - Cho Kwi-jea - Gwak Kyung-keun - Wilfried Sanou - Faisal Mohammed |  | UEFA. - Michael Baur - Tomislav Marić - Brian Steen Nielsen - Basile Boli - Uwe Bein - Guido Buchwald - Uwe Rahn - Michael Rummenigge - Giuseppe Zappella - Željko Petrović - Alfred Nijhuis - Andrzej Kubica - Yuriy Nikiforov - Ranko Despotović - Ľubomír Luhový - Miroslav Mentel - Txiki Begiristain - Alpay Özalan |  | CONMEBOL. - Osvaldo Escudero - Victor Ferreyra - Marcelo Morales - Marcelo Trivisonno - Adiel - Adriano - Donizete Oliveira - Edmilson - Edmundo - Harison - Márcio Richardes - Mazola - Nenê - Robson Ponte - Popo - Santos - Toninho - Tuto - Washington - Fernando Picun |  |